# Coenyropsis natalii
Coenyropsis natalii là một loài bướm ngày thuộc họ Nymphalidae. Nó được tìm thấy ở Nam Phi.
Sải cánh dài 34–38 mm đối với con đực và 36–38 mm đối với con cái. Con trưởng thành bay từ cuối tháng 10 đến tháng 5 (nhiều nhất vào giữa summer). There là một single extended generation per year.
Ấu trùng có thể ăn Poaceae grasses.

## Phụ loài
- Coenyropsis natalii natalii
- Coenyropsis natalii poetulodes Vári, 1971 (Strydpoortberg và Waterberg ở tỉnh Limpopo)